# Leptolalax minimus
Leptolalax minimus  — вид жаб родини азійські часничниці (Megophryidae). 

## Поширення
Цей вид зустрічається у Північному Таїланді (провінція Чіангмай) і на півночі Лаосі (провінції Кхаммуан, Луангпхабанг і 
Саваннакхет).